# Ruth Jiménez Moreno
Ruth Jiménez Moreno (Mollet del Vallès, 9 de maig del 1976) és una presentadora de televisió. És llicenciada en Comunicació Audiovisual per la Facultat de Ciències de la Comunicació Blanquerna (Universitat Ramon Llull de Barcelona) i té la carrera de piano.
Va començar la seva carrera televisiva a cadenes locals: primer a Canal Cent (televisió local de Mollet, Sant Fost i Martorelles), on va fer diverses feines, i després presentant informatius a Barcelona TV.
Entre el 2001 i el 2005 va fer de reportera i presentadora a diversos programes de TV3: primer a Fes-t’ho mirar, més endavant al concurs setmanal Qui corre, vola i finalment a l'espai En directe.
El 2006 va presentar, a la cadena d'àmbit espanyol La Sexta, Tícket, un programa sobre cultura, espectacle, moda i música. Posteriorment va presentar a La 2 No disparen al pianista (2007-2009), un programa musical i d'entrevistes.
El 2011, al canal Cuatro, va substituir Marta Fernández a Las mañanas de Cuatro a l'estiu, i el 21 de novembre va presentar-hi el concurs El comecocos, un programa que va acabar el 16 de desembre per les baixes audiències, i tres dies més tard Dale al REC, concurs que va obtenir unes audiències encara més baixes i que va acabar el febrer del 2012. A l'estiu següent va tornar a substituir Marta Fernández a Las mañanas de Cuatro. Del març del 2013 al juliol del 2014 va dirigir i presentar el magazín d'actualitat Migdia, a 8tv.
L'octubre del 2014 va tornar a Cuatro per copresentar amb Javier Ruiz Pérez el programa La otra red, i el novembre del 2015 a 8tv per presentar Trencadís mentre la presentadora habitual, Sandra Barneda, estava de vacances.
El setembre del 2016 va estrenar un nou programa a La 2: el magazín de tarda Tips. Va estar presentant-lo juntament amb Txabi Franquesa fins que, el març del 2017, es va acomiadar dels companys i de l'audiència.
Va tornar a TV3 el setembre del 2017 per copresentar amb Vador Lladó el magazín Tarda oberta, que substituïa Divendres. El 31 de desembre del 2017 va presentar les campanades de TV3 per donar la benvinguda al 2018 juntament amb Quim Masferrer.
La seva parella fins al 2014 va ser Risto Mejide, amb qui va tenir un fill anomenat Julio. Ruth és germana de la DJ i cantant Rebeka Brown.
Actualment manté una relació sentimental amb Santiago Tejedor.